# 1851 en musique
| \| • Retour à la chronologie générale de la musique populaire • \| |
| XXIe siècle • XXe siècle • XIXe siècle • XVIIIe siècle XVIIe siècle • XVIe siècle • XVe siècle • XIVe siècle XIIIe siècle • XIIe siècle • XIe siècle • Xe siècle IXe siècle • VIIIe siècle • Haut Moyen Âge • Rome • Grèce |
| • Retour à la chronologie générale de la musique populaire • |

| • Retour à la chronologie générale de la musique populaire • |

| Années de la musique populaire : 1848 - 1849 - 1850 - 1851 - 1852 - 1853 - 1854    |
| Décennies de la musique populaire : 1820 - 1830 - 1840 - 1850 - 1860 - 1870 - 1880 |

## Événements et œuvres
- 28 février : création de la Société des auteurs, compositeurs et éditeurs de musique (SACEM) à Paris afin d'assurer la collecte et la répartition des droits d'auteurs.
- Old Folks at Home, chanson de Stephen Foster, connue également sous le titre Swanee River, composée pour la troupe de New York Christy's Minstrels ; elle est devenue dès 1935 la chanson officielle de l'État de Floride aux États-Unis.
- Nicolas Bosret, Li Bia Bouquet, qui devient l'hymne officiel de la ville de Namur.

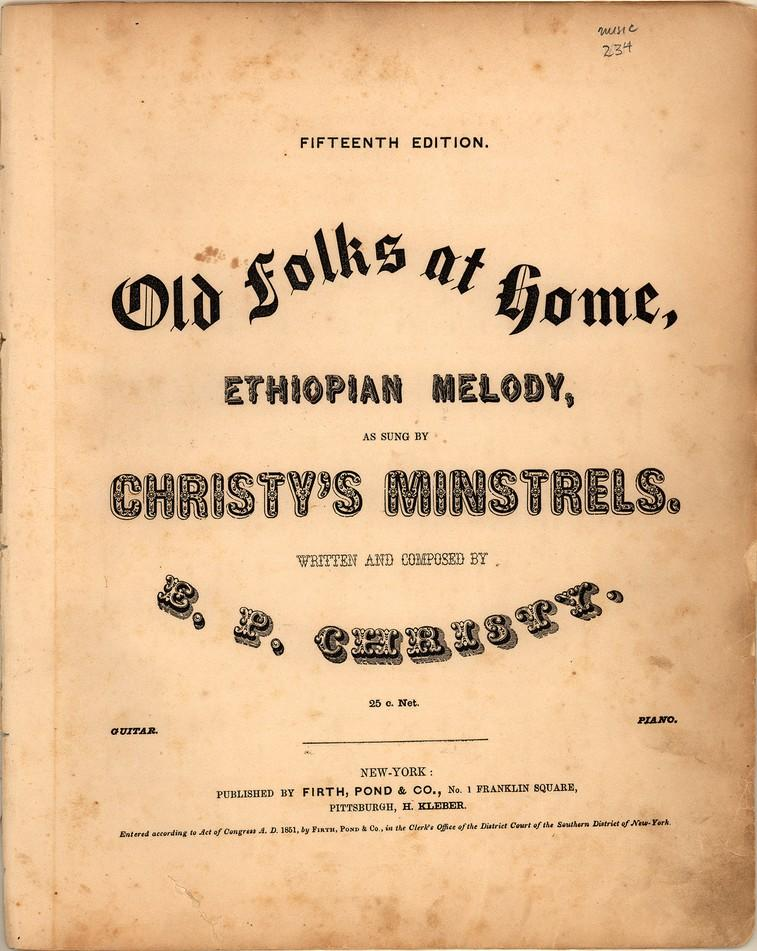
Old Folks at Home de Stephen Foster

## Publications
- Pierre Dupont, début de la publication en livraisons de Chants et chansons : 3 vol., de 1851 à 1853, avec une préface de Charles Baudelaire[1],[2].

## Naissances
- 17 mars : Clovis, artiste lyrique et chansonnier français († 17 juin 1910).
- 6 mai : Aristide Bruant († 11 février 1925).
- 29 mai : Rodolphe Salis, cabaretier français, créateur et animateur du cabaret parisien Le Chat noir à Montmartre († 20 mars 1897).
- 2 juin : Amiati, nom de scène de Marie Thérèse Victoria Adélaïde Abbiate, chanteuse française d'origine italienne, une des principales représentantes de la « chanson patriotique » revancharde après la défaite de 1871 († 27 octobre 1889)[3].
- 7 juillet : Charles Albert Tindley (en), compositeur américain de musique gospel († 26 juillet 1933).
- 8 novembre : Marcel Legay, chansonnier français († 16 mars 1915).

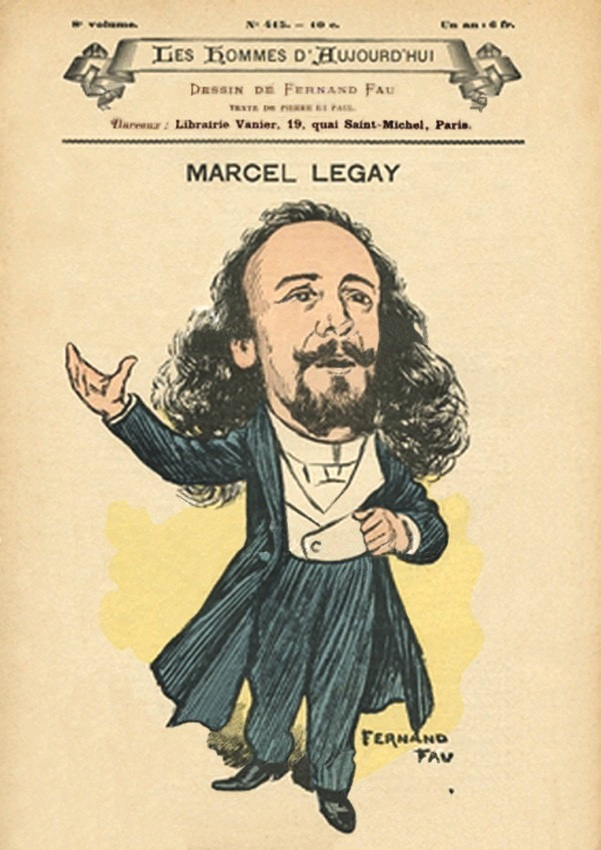
Marcel Legay par Fernand Fau dans Les Hommes d'aujourd'hui, n° 415

## Décès
- 29 juillet : Emmanuel Dupaty, chansonnier, auteur dramatique et goguettier français, né en 1775.
- 4 octobre : Pierre Capelle, chansonnier et goguettier français, né en 1775.